# TOKYO応援宣言
『TOKYO応援宣言』（トーキョーおうえんせんげん）は、テレビ朝日系列で2015年4月5日未明（4日深夜）から2021年10月3日まで毎週日曜日（JST）に生放送されていたスポーツ・情報番組である。2017年10月1日からは『サンデーLIVE!!・第2部』（6:20 - 7:00、テレビ朝日・朝日放送→朝日放送テレビ・メ〜テレ共同制作）の1コーナーとして放送された。

## 概要
開始当初は日曜日0:15 - 0:45（土曜日深夜）に放送されており、これまで放送されてきた『ポータル ANNニュース&スポーツ』の内容を引き継いだ番組。
番組開始当初は、土曜日にあったスポーツニュースと最新のニュースを伝えながら、2020年に控えた「東京オリンピック・パラリンピック」関連情報を伝える「TOKYO応援企画」・「TOKYO選手名鑑」といった企画を設けて、番組内容を大幅に刷新したもので、また、前番組まで、番組終盤にあったローカルニュース差し替え枠は番組の中盤に移動し、気象情報は番組終盤で伝えていた。
2017年1月8日から、それまで日曜朝に放送されていたスポーツニュース番組『スポーツサンデー』とこの番組が統合・整理する形で、放送曜日は日曜日のままであるが、放送時間を未明から早朝に繰り下げ、6:30 - 7:00に放送枠を移動した。その為、土曜日の最新ニュースとスポーツ情報は日曜未明に放送の『ANN NEWS&SPORTS』（土曜版・第2期）に役割を移すことになり、この番組は日曜朝のスポーツ番組として再出発することとなった。枠移動後はローカルセールス枠となり、一部系列局では2016年12月25日放送分を以て一旦打ち切りとなった。なお、本番組のニュースキャスターだった上山千穂は2017年4月16日まで放送されていた土曜版の『NEWS&SPORTS』も引き続き担当していた。
2017年4月2日より再びネットワークセールス枠に転換されたため、全系列局での放送が再開され、全国ネット番組に復帰している。
2017年9月24日をもって単独番組としての役割を終え、同年10月1日から『サンデーLIVE!!・第2部』（テレビ朝日・朝日放送→朝日放送テレビ・メ〜テレ共同制作、6:20 - 7:00）開始に伴い、この番組内の1コーナーとして6:27頃から放送されている。2020年9月20日は第130回全米オープンゴルフの3日目の模様を放送するため、『サンデーLIVE!!』は休止となり、代わりに本番組（8:00 - 8:30）が、単独番組として放送された。
2020年の東京オリンピック・パラリンピックが2021年に順延され、放送期間も同年まで延長された。パラリンピック終了後の2021年10月3日に放送終了。単独番組時代から出演していた松木・松岡は引き続き『サンデーLIVE!!』の本編に2024年9月の番組終了まで継続して出演した。

## 出演者
応援ナビゲーター（スポーツコメンテーター）
- 松木安太郎 - スポーツ・ニュースの解説を担当。2017年10月1日以降、『サンデーLIVE!!』にてスポーツコメンテーターを兼務する。

応援ナビゲーター（スポーツキャスター）
- 松岡修造（番組開始 - 2016年12月25日、2018年4月1日 - 2021年10月3日） - VTR企画コーナー「松岡修造の2020みんなできる宣言」のみ出演。2016年12月25日まではVTR企画コーナー「TOKYO応援企画」・「TOKYO選手名鑑」・「サキドルTOKYO」のみ出演していた。

アナウンサー
- 草薙和輝（2019年10月6日 - 2021年10月3日） - 海外で開催されるスポーツ中継との兼ね合いで出演できない日は、他の男性アナウンサーが代理出演することがあった。
- 山本雪乃（2017年7月2日 - 2021年10月3日） - 『サンデーLIVE!!』本編にもレギュラー出演していた。

ナレーター
- 清水秀光 - 主な特集のVTRを担当

### 過去の出演者
アナウンサー
- 宇佐美佑果（番組開始 - 2017年6月25日） - 日曜日未明（土曜日深夜）時代は前身番組『ポータル ANNニュース&スポーツ』から続投。
- 清水俊輔 （番組開始 - 2019年9月29日）

ニュースキャスター
- 上山千穂（番組開始 - 2016年12月25日） - 土曜日の『スーパーJチャンネル』、土日20:54の『ANNニュース・あすの空もよう』、日曜日の『ANN NEWS&SPORTS』を兼務していた。

ナレーター
- 四本木典子 - 松岡修造の特集「サキドル！TOKYO」のナレーションを担当
- 寺川綾 - ゲストナレーション
- 鞘師里保（モーニング娘。'15） - ゲストナレーター
- 上村愛子 - ゲストナレーター
- 武藤彩未 - ゲストナレーター
- 宮本佳林（Juice=Juice） - ゲストナレーター
- 鈴木明子 - ゲストナレーター
- 岡崎朋美 - ゲストナレーター
- 若月佑美（乃木坂46） - ゲストナレーター
- 平野文 - ゲストナレーター
- 萩原みのり - ゲストナレーター
- 桐谷蝶々 - 松岡修造の特集「サキドル！TOKYO」のナレーションを担当
- 小田さくら（モーニング娘。'16）- ゲストナレーター
- 稲村亜美 - ゲストナレーター
- 石田亜佑美（モーニング娘。'16）- ゲストナレーター

## 放送時間
- 単独番組時代のもののみ記載。

| 期間         | 期間           | 放送時間（日本時間）         |
| ------------ | -------------- | ---------------------------- |
| 2015年4月5日 | 2016年12月25日 | 日曜 0:15 - 0:45（土曜深夜） |
| 2017年1月8日 | 2017年9月24日  | 日曜 6:30 - 7:00             |

### 放送時間の変更
- リオ五輪期間中は、ジャパンコンソーシアム加盟各局共同キャンペーン番組の五輪ハイライトを内包して10分延長となった。
- 2017年3月12日・26日は通常放送の6:30 - 7:00に加え、5:50 - 6:20[注 3]にも別途パートを拡大して放送された（ただし、一部系列局では6:30 - 7:00のみ放送もしくは全編非ネットとした）。

### 放送休止
- 報道番組としての扱いも受けていた枠移動前は年末年始や15分以上の放送枠が確保できない等で休止される場合は、代替として5 - 10分間の『ANNニュース』が放送された。
- 2017年3月19日は『2017 ワールド・ベースボール・クラシック 決勝ラウンド直前強化試合 日本×シカゴ・カブス』（5:00 - 7:00、テレビ朝日ほか一部系列局で放送）に差し替えたため休止。
- 2017年6月18日は『第117回全米オープンゴルフ・第3日』（4:00 - 9:00）のため休止。
- 2017年7月16日は『第72回全米女子オープンゴルフ・第3日』（5:00 - 8:00）のため休止。

## ネット局
- 単独番組時代のもののみ記載。
- 第2期は、2017年1月8日から3月26日までは全編ローカルセールス枠であったため、テレビ朝日以外の通常時ネット局であっても編成の都合で臨時非ネットとすることがあった。

| 放送対象地域   | 放送局                                   | 系列           | 放送時間                      | 放送時間         |
| 放送対象地域   | 放送局                                   | 系列           | 第1期                         | 第2期            |
| -------------- | ---------------------------------------- | -------------- | ----------------------------- | ---------------- |
| 関東広域圏     | テレビ朝日（EX） 「TOKYO応援宣言」制作局 | テレビ朝日系列 | 日曜 0:15 - 0:45 （土曜深夜） | 日曜 6:30 - 7:00 |
| 北海道         | 北海道テレビ（HTB）                      | テレビ朝日系列 | 日曜 0:15 - 0:45 （土曜深夜） | 日曜 6:30 - 7:00 |
| 青森県         | 青森朝日放送（ABA）                      | テレビ朝日系列 | 日曜 0:15 - 0:45 （土曜深夜） | 日曜 6:30 - 7:00 |
| 岩手県         | 岩手朝日テレビ（IAT）                    | テレビ朝日系列 | 日曜 0:15 - 0:45 （土曜深夜） | 日曜 6:30 - 7:00 |
| 宮城県         | 東日本放送（KHB）                        | テレビ朝日系列 | 日曜 0:15 - 0:45 （土曜深夜） | 日曜 6:30 - 7:00 |
| 秋田県         | 秋田朝日放送（AAB）                      | テレビ朝日系列 | 日曜 0:15 - 0:45 （土曜深夜） | 日曜 6:30 - 7:00 |
| 山形県         | 山形テレビ（YTS）                        | テレビ朝日系列 | 日曜 0:15 - 0:45 （土曜深夜） | 日曜 6:30 - 7:00 |
| 福島県         | 福島放送（KFB）                          | テレビ朝日系列 | 日曜 0:15 - 0:45 （土曜深夜） | 日曜 6:30 - 7:00 |
| 長野県         | 長野朝日放送（abn）                      | テレビ朝日系列 | 日曜 0:15 - 0:45 （土曜深夜） | 日曜 6:30 - 7:00 |
| 新潟県         | 新潟テレビ21（UX）                       | テレビ朝日系列 | 日曜 0:15 - 0:45 （土曜深夜） | 日曜 6:30 - 7:00 |
| 静岡県         | 静岡朝日テレビ（SATV）                   | テレビ朝日系列 | 日曜 0:15 - 0:45 （土曜深夜） | 日曜 6:30 - 7:00 |
| 石川県         | 北陸朝日放送（HAB）                      | テレビ朝日系列 | 日曜 0:15 - 0:45 （土曜深夜） | 日曜 6:30 - 7:00 |
| 中京広域圏     | メ〜テレ（NBN）                          | テレビ朝日系列 | 日曜 0:15 - 0:45 （土曜深夜） | 日曜 6:30 - 7:00 |
| 近畿広域圏     | 朝日放送（ABC）                          | テレビ朝日系列 | 日曜 0:15 - 0:45 （土曜深夜） | 日曜 6:30 - 7:00 |
| 広島県         | 広島ホームテレビ（HOME）                 | テレビ朝日系列 | 日曜 0:15 - 0:45 （土曜深夜） | 日曜 6:30 - 7:00 |
| 山口県         | 山口朝日放送（yab）                      | テレビ朝日系列 | 日曜 0:15 - 0:45 （土曜深夜） | 日曜 6:30 - 7:00 |
| 香川県・岡山県 | 瀬戸内海放送（KSB）                      | テレビ朝日系列 | 日曜 0:15 - 0:45 （土曜深夜） | 日曜 6:30 - 7:00 |
| 愛媛県         | 愛媛朝日テレビ（eat）                    | テレビ朝日系列 | 日曜 0:15 - 0:45 （土曜深夜） | 日曜 6:30 - 7:00 |
| 福岡県         | 九州朝日放送（KBC）                      | テレビ朝日系列 | 日曜 0:15 - 0:45 （土曜深夜） | 日曜 6:30 - 7:00 |
| 長崎県         | 長崎文化放送（NCC）                      | テレビ朝日系列 | 日曜 0:15 - 0:45 （土曜深夜） | 日曜 6:30 - 7:00 |
| 熊本県         | 熊本朝日放送（KAB）                      | テレビ朝日系列 | 日曜 0:15 - 0:45 （土曜深夜） | 日曜 6:30 - 7:00 |
| 大分県         | 大分朝日放送（OAB）                      | テレビ朝日系列 | 日曜 0:15 - 0:45 （土曜深夜） | 日曜 6:30 - 7:00 |
| 鹿児島県       | 鹿児島放送（KKB）                        | テレビ朝日系列 | 日曜 0:15 - 0:45 （土曜深夜） | 日曜 6:30 - 7:00 |
| 沖縄県         | 琉球朝日放送（QAB）                      | テレビ朝日系列 | 日曜 0:15 - 0:45 （土曜深夜） | 日曜 6:30 - 7:00 |

## 主なコーナー
- TOKYO応援企画

東京オリンピック・パラリンピックに関する企画。
- TOKYO選手名鑑

名鑑の選手を紹介する。
- 松岡修造の2020みんなできる宣言

松岡が日本各地を駆け巡り、東京オリンピック・パラリンピックに向けて、頑張る人を応援する企画。

### 過去のコーナー
- 行くぞ!リオ五輪 Vamola!Rio

リオ五輪開催前に放送されたコーナー。
- ニュース

上山がニュースを伝える。
- サキドルTOKYO

東京オリンピック・パラリンピックを社会科見学する。かつては松岡が務めた。

## テーマ曲
- 2015年4月5日 - 2017年4月23日：STAR GUiTAR 「Live feat. Hidetake Takayama」
- 2017年4月30日 - 2020年1月19日：クイーン「ドント・ストップ・ミー・ナウ」
- 2020年1月26日 - 2021年10月3日：桑田佳祐「SMILE～晴れわたる空のように～」